# وسام تشارلز باتريك دالي
يُمنح وسام تشارلز باتريك دالي للأفراد من قبل الجمعية الجغرافية الأمريكية (AGS) «للخدمات أو الأعمال الجغرافية القيمة أو المتميزة». تأسست الميدالية عام 1902. تم تصميم هذه الميدالية في الأصل من قبل فيكتور د. برينر، وبعد موته أُعيد تصميم الميدالية في عام 1924 من قبل بريندا بوتنام.

## التاريخ
كان تشارلز باتريك دالي رئيس الجمعية الجغرافية الأمريكية من عام 1864 حتى 19 سبتمبر 1899. ومع ذلك، خلال هذا الوقت ارتقى إلى الصدارة في ولاية نيويورك كقاض في محكمة الالتماسات العامة وأصبح رئيسًا للقضاة في عام 1871. في عام 1902، تم استخدام أموال دالي لإنشاء هذه الميدالية.

## المستلمون
المصدر: الجمعية الجغرافية الأمريكية
- 1902: روبرت إدوين بيري
- 1906: Thorvald Thoroddsen
- 1908: جورج ديفيدسون
- 1909: تشارلز شاييه-لونغ، وليم وودفيل روكهيل
- 1910: غروف كارل غيلبرت
- 1912: روال أموندسن
- 1913: ألفرد بروكس  [لغات أخرى]‏
- 1914: Albrecht Penck
- 1915: بول فيدال دو لا بلاش
- 1917: George G. Chisholm  [لغات أخرى]‏
- 1918: فيلهلمور ستيفانسون
- 1920: جورج سميث  [لغات أخرى]‏
- 1922: أدولفوس غيرلي، Ernest de K. Leffingwell  [لغات أخرى]‏، فرانسيس يونجهسباند
- 1924: Claude H. Birdseye، يوحنا راسموسن
- 1925: روبرت بارتليت (كاتب غير روائي)، ديفيد إل. برينارد
- 1927: الويس موسيل
- 1929: إيميل فيليكس جوتييه، Filippo De Filippi  [لغات أخرى]‏
- 1930: Nelson H. Darton، Lauge Koch، Joseph B. Tyrrell
- 1931: غونار إيزاشسين
- 1935: روي تشابمان أندروز
- 1938: Alexander Forbes  [لغات أخرى]‏
- 1939: Herbert John Fleure
- 1940: كارل أورتوين ساور
- 1941: Julio Garzon Nieto
- 1943: هالفورد ماكندر
- 1948: Henri Baulig
- 1950: ددلي ستامب
- 1952: جيمس وردي
- 1954: جون رايت
- 1956: راؤول بلانشارد
- 1959: ريتشارد هارتشورن
- 1961: تيودور مونو
- 1962: أوسبورن ميتلاند ميلر
- 1963: Henry Clifford Darby
- 1964: Jean Gottmann
- 1965: ويليام سكينر كوبر
- 1966: تورستن هيغرستراند
- 1967: Marston Bates
- 1968: O. H. K. Spate  [لغات أخرى]‏
- 1969: باول سيرز، William O. Field
- 1971: غيلبرت إف. وايت
- 1973: والتر سوليفان
- 1974: Walter A. Wood
- 1978: Roman Drazniowsky
- 1985: Wolfgang Meckelein
- 1986: Donald W. Meinig
- 1991: Robert P. Sharp
- 1999: John R. Mather
- 2011: Mary Lynne Bird
- 2016: Robert Kates

## روابط خارجية
- الموقع الرسمي